# Stazione di Levada
La stazione di Levada è stata una fermata ferroviaria posta sulla linea Calalzo-Padova. Serviva il centro abitato di Levada, frazione del comune di Pederobba.

## Storia
L'impianto, in origine qualificato come casa cantoniera abilitata al servizio passeggeri, fu attivato il 1º maggio 1914.
Come per Pederobba, anche Levada inizialmente era dotata di due binari, il secondo venne però rimosso in seguito, data l'esiguità dei passeggeri e la vicinanza con stazioni più idonee a incroci come Cornuda.